# MX vs. ATV Alive
 MX vs. ATV Alive est un jeu vidéo de course de véhicules tout-terrains développé par THQ Digital Studios Phoenix et publié par THQ . Le jeu est le quatrième titre de la série MX vs. ATV , après MX vs. ATV Reflex , et le dernier jeu de la série publié par THQ. MX vs. ATV Alive est sorti le 10 mai 2011 sur PlayStation 3 et Xbox 360.